# Cody Stamann
Cody James Stamann, född 9 november 1989 i Sparta, Michigan, USA är en amerikansk MMA-utövare som sedan 2017 tävlar i organisationen Ultimate Fighting Championship.

## Bakgrund
Stamann är tränare i kickboxning på Detroit Jiu-Jitsu.

## Karriär

### Boxning
Stamann gick sin första och hittills enda proffsmatch i superweltervikt, även kallad juniormellanvikt, (154 lb / 69.9 kg) 28 december 2012. En match han förlorade via majoritetsbeslut (38-38, 40-36, 39-37).

## Tävlingsfacit

### Boxning
| Antal matcher | Vunna matcher | Förlorade matcher |
| ------------- | ------------- | ----------------- |
| Totalt        | 0             | 1                 |
| Via domslut   | 0             | 1                 |